# Güterbahnhof von Vadollano
Estacion de Vadollano ist ein Verschiebebahnhof und Umschlagbahnhof der spanischen Eisenbahninfrastrukturverwaltung Administrador de Infraestructuras Ferroviarias für den Güterverkehr in der Provinz Jaén in der autonomen Gemeinschaft Andalusien in Südspanien. 
Estacion de Vadollano wurde in den 1860er Jahren errichtet und war mit einer größeren Anzahl von Abstellgleisen und Ladegleisen mit Rampen ausgestattet. Die ehemalige offizielle Bezeichnung lautete Estación para Trenes de Carga de Vadollano und Estación de clasificación.
Neben dem Stellwerk befindet sich eine Drehscheibe zum Drehen von Schienenfahrzeugen mit einer Breitspurweite von 1668 mm sowie mehrere Lokschuppen mit einer Eisenbahn-Reparaturwerkstatt. Die Station mit der ADIF Nummer 50209 befindet sich bei  Kilometer 306,1 der ADIF Linie 400 von Sevilla – Alcázar de San Juan – Cádiz zwischen dem Bahnhof Linares und Baeza im Gemeindegebiet von Linares, in der Region der Sierra Morena.
Im Laufe der Jahre wurden einige Einrichtungen, Verladerampen und Gebäude zurückgebaut und erneuert, heute sind noch das Stellwerk und die neu verlegten Abstellgleise vorhanden.